# لورا مورينو
لورا مورينو (بالإسبانية: Laura Moreno)‏ هي لاعبة جمباز فني مكسيكية، ولدت في 16 نوفمبر 1978 في مونتيري في المكسيك.

## روابط خارجية
- لورا مورينو على موقع الاتحاد الدولي للجمباز (licence) (الإنجليزية)
- لورا مورينو على موقع أوليمبيديا (الإنجليزية)